# Seeing Double
Seeing Double är ett studioalbum av den brittiska musikgruppen S Club 7. Det gavs ut den 25 november 2002 och innehåller 16 låtar.

## Låtlista
| Nr  | Titel                         | Längd |
| --- | ----------------------------- | ----- |
| 1.  | Alive                         | 3:42  |
| 2.  | Whole Lotta Nothing           | 3:26  |
| 3.  | Love Ain't Gonna Wait for You | 3:47  |
| 4.  | Bittersweet                   | 3:39  |
| 5.  | Straight from the Heart       | 3:43  |
| 6.  | Gangsta Love                  | 3:20  |
| 7.  | Who Do You Think You Are?     | 3:37  |
| 8.  | Do It 'Till We Drop           | 3:42  |
| 9.  | Hey Kitty Kitty               | 3:56  |
| 10. | Dance (Radio Version)         | 3:23  |
| 11. | Secret Love                   | 3:46  |
| 12. | The Greatest                  | 3:46  |
| 13. | In Too Deep                   | 2:59  |
| 14. | Let Me Sleep                  | 3:24  |
| 15. | Every Kind of People          | 3:46  |
| 16. | Alive (Almighty Mix)          | 7:02  |